# Fuchsia Dunlop
Fuchsia Dunlop   (Oxford, segle XX) és una escriptora i cuinera anglesa especialitzada en cuina xinesa, especialment la de Sichuan, i va ser la primera occidental a formar-se com a xef a l'Institut de Cuina Superior de Sichuan a Chengdu (Xina).
És autora de cinc llibres, inclòs l'autobiogràfic Shark's Fin and Sichuan Pepper (2008).
Segons Julia Moskin al New York Times, Dunlop «ha fet més que ningú per explicar la «veritable cuina xinesa» a cuiners no-xinesos».

## Vida i obra
Fuchsia es va criar a Oxford i va estudiar literatura anglesa al Magdalene College de Cambridge. Ja era una cuinera aventurera, i es va fascinar per la Xina mentre treballava com a sots-editora en informes de mitjans de l'Àsia oriental per a la Unitat de Monitorització de la BBC a Caversham. Va fer classes nocturnes de xinès a la Universitat de Westminster, es va oferir voluntària com a escriptora i editora de China Now i va visitar la Xina dues vegades. S'havia decidit a menjar «el que els xinesos fiquessin davant meu», però les seves experiències gastronòmiques van ser «a l'atzar i casuals».
Després d'estar uns dies a Chengdu li van presentar el menjar clàssic de Sichuan, com el mapo doufu (麻婆豆腐) i el yuxiang qiezi (魚香茄子). El 1994 va guanyar una beca del British Council per a un any d'estudis de postgrau a la Xina, on va optar per estudiar a la Universitat de Sichuan (四川大学). Va començar com a investigadora sobre minories ètniques xineses, però finalment es va quedar per fer un curs de formació de xef de tres mesos a l'Institut Superior de Cuina de Sichuan, la primera occidental que va fer això.
Quan va tornar a Londres, Dunlop va estudiar un màster d'Estudis d'Àrea al SOAS i va començar a revisar els restaurants xinesos per a la «Guia de menjar a Londres» en el Time Out. Mentre escrivia sobre menjar xinès per a diaris i revistes, va començar treballar en el seu primer llibre, rebutjat per diverses editorials com a «massa regional», però finalment va ser publicat com a Sichuan Cookery (2001) a la Gran Bretanya i com a Land of Plenty (2003) als Estats Units d'Amèrica. Va guanyar el premi «Jeremy Round» de Guild of Food Writers al millor primer llibre. Una mesura diferent de l'èxit del llibre és la freqüència amb què altres autors nomenen Dunlop com a «experta en menjar de Sichuan». Ha fet moltes aparicions televisives com a experta local, presentada per Anthony Bourdain, Adam Liaw, Kristie Lu Stout i altres, i ha aparegut a la sèrie documental xinesa Once Upon a Bite (2018).
Per al seu següent llibre, Revolutionary Chinese Cookbook, va mirar cap a Orient. La província de Hunan és «revolucionària» com el bressol de Mao Zedong, però la cuina de Hunan, a diferència de la del seu veí Sichuan, gairebé no era coneguda fora de la Xina: «Totes dues són zones fèrtils i subtropicals amb un terreny accidentat i salvatge i riques terres de conreu alimentades pels rius principals, i comparteixen una cuina popular robusta, grans sabors i xiles picants. No obstant això, [ella] defensa de manera persuasiva Hunan com una presència culinària separada», va escriure Anne Mendelson en una ressenya al New York Times.
Continuant amb l'exploració del menjar xinès regional, a Garden of Contentment (a The New Yorker, 2008) Dunlop va perfilar el Dragon Well Manor (龙井草堂), un restaurant que «es compromet a oferir als seus hostes una mena de cuina xinesa prelapsariana» a Hangzhou, un centre de l'antiga regió de Jiangnan. La cuina d'aquesta mateixa regió, les modernes províncies de Zhejiang i Jiangsu, es tracta al seu tercer llibre de cuina regional, Land of Fish and Rice (2016). A la Xina, explica, aquesta cuina «és coneguda històricament pel seu extraordinari treball de ganivet, els seus sabors delicats [i] una reverència extrema pels ingredients», com es recull en la frase nostàlgica «chún lú zhī sī» (pensant en la perxa i l'escut d'aigua), dues antigues especialitats locals.
Mentrestant, amb Every Grain of Rice: Simple Chinese Home Cooking (2012), Dunlop va guanyar el seu quart Premi James Beard.
El seu periodisme inclou articles freqüents sobre cuina i restaurants a la Xina per a publicacions com el Financial Times, Saveur, Observer Food Monthly, 1843 i els ara desaparegut Lucky Peach i Gourmet.
Els seus llibres de cuina són elogiats per explicar la «veritable cuina xinesa» als cuiners d'altres llocs i per identificar i destacar ingredients locals com el bolet de vel de núvia de la sopa de xarxa de jade de Sichuan, la soja fermentada i la salsa de fesols de Hunan, les verdures aquàtiques de Zhejiang (com el bambú d'aigua i les nous de guineu), i el pernil curat de Jinhua amb un sabor intens.
També ha observat «perspicàcies extraculinàries» i la captura «les memòries esvaïdes de les moltes transformacions violentes del segle xx» de les províncies xineses (cites d'Anne Mendelson).
Les seves memòries autobiogràfiques, Shark's Fin and Sichuan Pepper (2008), van guanyar el premi Jane Grigson de l'IACP i el premi Kate Whiteman del Gremi d'escriptors alimentaris.
Paul Levy, en una ressenya a The Observer, va assenyalar una «veu distintiva que marca el millor escrit de viatge». El focus se centra en la seva llarga i profunda experiència de la cuina xinesa, una fita primerenca va ser la seva visita al mercat de Qingping a Guangzhou el 1992, on es va trobar amb «gàbies de teixons, gats i tapirs que són testimoni de la voluntat dels xinesos del sud de considerar la majoria de les formes de la vida com a aliment potencial».
Hi ha hagut moments de dubte, tal com es cita en una entrevista del New York Times, «com si la meva libido gastronòmica s'estigués escapant... He vist els rius semblants a les clavegueres, les nafres supurants dels llacs. He... vaig respirar l'aire tòxic i vaig beure l'aigua bruta. I he menjat massa carn d'espècies en perill d'extinció». Però, finalment, aprenent a pensar com una xinesa i a «prescindir dels seus propis tabús culturals sobre menjar», com diu Levy, ha reconegut en la seva pròpia vida la progressió «des de menjar per omplir la panxa (chi bao), passant per menjar molts aliments deliciosos (chi hao) a menjar amb habilitat (chi qiao)».

## Publicacions

### Llibres
- Sichuan Cookery (en anglès), 2001. ISBN 978-0-14-029541-2.
- Land of Plenty (en anglès).  W. W. Norton & Company, 2003. ISBN 0-393-05177-3.
- Revolutionary Chinese Cookbook: recipes from Hunan Province (en anglès), 2007. ISBN 0-393-06222-8.
- Shark's Fin and Sichuan Pepper: a sweet-sour memoir of eating in China (en anglès), 2008. ISBN 0-393-33288-8.
- Every Grain of Rice: Simple Chinese Home Cooking (en anglès), 2012. ISBN 978-1408802526.
- Land of Fish and Rice: Recipes from the Culinary Heart of China (en anglès), 2016. ISBN 978-1408802519.
- The Food of Sichuan (en anglès), 2019. ISBN 978-1324004837.

### Selecció d'articles
- «On the first day they gave me a chef's hat and my own cleaver...» (en anglès). The Guardian, 10-06-2001.
- «Unsavoury characters (on the political pressure to give English names to Chinese dishes)» (en anglès). Financial Times, 16-08-2008.
- «Letter from China: Garden of Contentment» (en anglès). The New Yorker, 84(38), 24-11-2008, pàg. 54-61.
- «London Town (on London's Chinatown)» (en anglès). Lucky Peach, 30-04-2013.
- «Dick Soup» (en anglès). Lucky Peach, 14-04-2014.
- «Fuchsia Dunlop on the fiery charms of Sichuan hotpot» (en anglès). Financial Times, 9 novembre 2018).